# Musée de la Musique (Paris)
Le musée de la Musique de la Philharmonie de Paris est un musée français situé à Paris, inauguré en 1997.
Héritier de la collection du Conservatoire national supérieur de musique de Paris, le musée possède l’une des plus belles collections d’instruments au monde, du Moyen Âge à nos jours, rassemblant au sein de la Philharmonie une collection de plus de 8 000 instruments et objets d’art. Près de 1 000 en sont présentés dans l’espace d’exposition permanente, permettant de relater l'histoire de la musique occidentale du XVIe siècle à nos jours et de donner un aperçu des principales cultures musicales de par le monde.
Situé dans le quartier de la Villette, dans le 19e arrondissement de Paris, le musée occupe avec la médiathèque l'aile sur jardin du bâtiment dit « Philharmonie 2 » — anciennement Cité de la musique —, construit par Christian de Portzamparc, au sein de la Philharmonie de Paris.
Outre le millier d'œuvres présentées dans l'exposition permanente dans leur contexte géographique et historique, le musée organise des expositions temporaires, des visites guidées, des concerts gratuits et propose des ateliers d'éveil musical, des concerts-promenades et des contes en musique.
Le musée de la Musique — labellisé « Musée de France » — exerce enfin une mission de conservation et de recherche en rendant accessibles dans son centre de documentation intégré à la médiathèque les données les plus récentes concernant les instruments anciens et modernes, et en donnant librement accès à ses contenus numériques par l'entremise d'un site internet.

## Historique

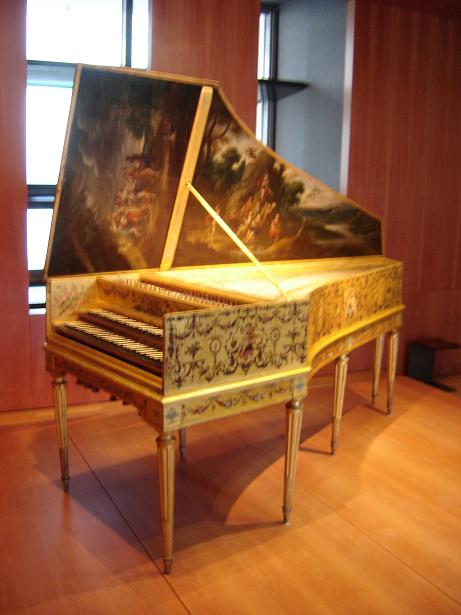
Clavecin d'Andréas II Ruckers, 1646, Anvers.

Le musée est l'héritier de la collection initiale de 316 instruments issue de confiscations révolutionnaires et inventoriée en 1793 par Bernard Sarrette et Antonio Bruni dans le « cabinet d'instruments » de ce qui était alors l'Institut national de musique, ancêtre de l'actuel musée de la Musique.
On permettra par la suite à Sarrette de faire évoluer cet institut en un Conservatoire de musique et de déclamation dont il deviendra le premier directeur, mais des 316 instruments inventoriés — utilisés notamment pour la pratique des 351 premiers élèves — il n'en subsiste que douze.
En 1861, l’État rachète la collection d’instruments de Louis Clapisson, compositeur à succès, afin d'en faire bénéficier le Conservatoire et le 17 novembre 1864 s'ouvre pour la première fois à Paris un véritable musée instrumental accessible au public.
Le siècle qui suit est une période d'acquisitions et de développement intense des collections marqué par diverses présidences et une réorganisation plus rationnelle des collections nationales consacrées à la musique. Le décret du 30 octobre 1935 prévoit la « fusion des bibliothèques musicales ». L'objectif était de regrouper trois fonds musicaux, celui de la Bibliothèque nationale, celui de la bibliothèque-musée de l'Opéra et celui du Conservatoire national de musique et d'art dramatique. Le rapport de présentation du décret envisage que cet ensemble pourrait « former un département de la Bibliothèque nationale ».
Le département de la musique de la Bibliothèque nationale de France est donc créé officiellement en 1942 et conduit à regrouper matériellement des fonds provenant de son département des imprimés (pour la musique imprimée et gravée) et de celui des manuscrits (pour les manuscrits musicaux à partir de la Renaissance) à ceux issus des collections du Conservatoire de musique, concernant de nombreux compositeurs. Depuis mi-2017, le catalogue général de la BnF permet de rechercher les partitions autographes. En revanche, les fonds de la bibliothèque-musée de l'Opéra sont restés à l'Opéra Garnier et ceux relatifs aux instruments de musique proprement dits, au Conservatoire.
De 1961 à 1973, la comtesse Geneviève de Chambure est nommée conservatrice du musée instrumental du Conservatoire de Paris. Celui-ci bénéficie alors de son importante dation, et le musée continue de s'enrichir de nouvelles acquisitions.
Peu à peu, le souhait d'un futur musée instrumental indépendant du Conservatoire apparaît, si bien qu'en 1978, le projet de création de la Cité de la musique permettra de transférer les collections du Conservatoire vers l'État. C'est ainsi qu'en 1997 naît l'actuel musée de la Musique, qui apportera un renouveau à sa longue histoire d'acquisitions et de restaurations.
Au-delà d'un musée purement instrumental, il prend également le parti de s'ouvrir à tous les aspects de la vie musicale pour réunir œuvres d'art, iconographie, maquettes de lieux de concerts et documents audiovisuels, dont le premier audioguide permettant l'écoute des instruments exposés.
En 2024, le parcours de la collection permanente est repensé afin de favoriser l'intégration des instruments de l'espace Musique du Monde.

## Collections

### Musée

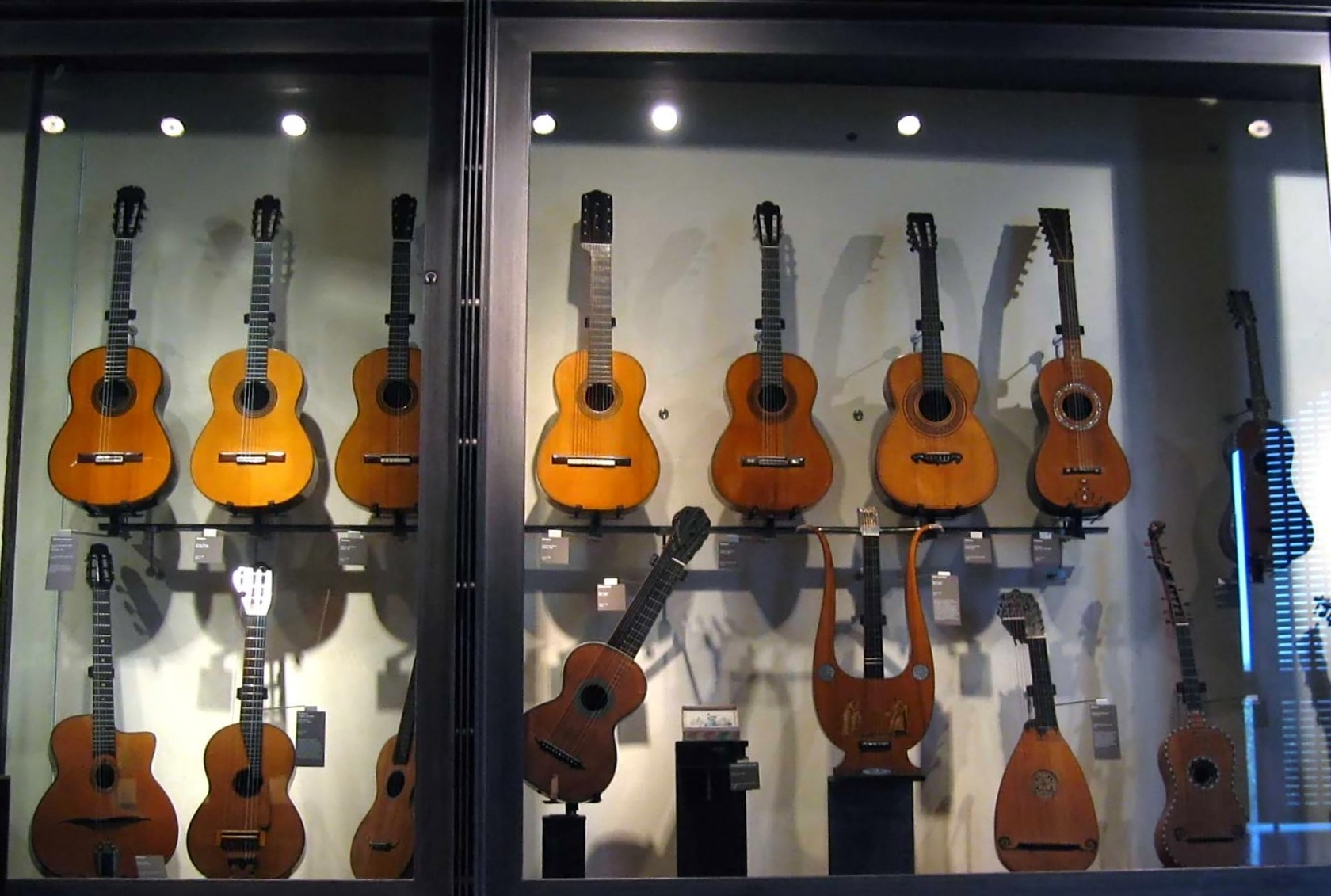
Guitares et luths des XIXe siècle et XXe siècle, d'Antonio de Torres en haut et de Django Reinhardt en bas à l'extrême gauche.

Le musée possède une collection de 8 419 pièces, dont 5 555 pièces d'instruments.
Sur les 5 555 pièces d'instruments, le catalogue en ligne en référence 2 609 provenant d'Europe, 512 d'Asie, 152 d'Afrique, 129 d'Amérique, 12 d'Océanie et 2 141 non répertoriés.
La collection comprend ainsi essentiellement des instruments de musique classique et populaire à partir de la fin du XVIe siècle.
En 2015, le parcours muséographique définit cinq chapitres pour illustrer les principaux moments de l'histoire de la musique depuis l'âge baroque.
D'autres musées parisiens complètent les collections du musée, selon leur spécialité, comme le musée du quai Branly et ses 9 128 instruments de musique extra-européens, et les instruments de musique populaire conservés au MuCEM. Dans une moindre mesure, le musée de l'Armée possède également 349 instruments de musique militaire, dont une soixantaine est présentée dans un cabinet ouvert le 17 décembre 2015 incluant le dépôt de 30 instruments du musée de la Musique ; tandis que le musée du Louvre conserve des instruments remontant à l'Antiquité égyptienne.

### Pôle ressources
Le musée est intimement lié à la médiathèque de la Philharmonie, située dans la structure en forme de poutre qui surmonte le musée, où elle regroupe quatre fonds (collections du musée, documentaire et d'archives, numérisé, pédagogique et d'orientation) et comprend au 1er janvier 2016 plus de 80 000 documents (hors fonds d'archives) et 110 000 avec les enregistrements audiovisuels.
L'essentiel des manuscrits autographes de compositeurs a été confié à la Bibliothèque nationale de France en 1942, pour des raisons de rationalisation des fonds et de conservation.

## Activités
Le musée est membre de plusieurs sociétés savantes internationales, du Collegium Musicæ de Sorbonne Université et a un rôle de conseil et d’animation du réseau des collections publiques française dans le domaine de la musique, en étant coordonnateur de la base des collections en ligne des musées français (BNIM) et internationaux (MIMO) d'instruments de musique, dans le cadre du CIMCIM/ICOM.

### Laboratoire de recherche
Il dispose d’un laboratoire de recherche et de restauration d’instruments intégré à l'unité du CNRS USR 3224, qui est membre du Centre de recherche sur la conservation (CRC) et de la Fondation des Sciences pour le patrimoine-Labex Patrima.

### Activités pédagogiques
Des démonstrations d'instruments et, un dimanche par mois, des concerts-promenades, ont lieu au sein du parcours du musée à destination du public, avec des instruments d'époque de la collection ou leurs facsimilés. Plus de 50 thématiques de visites sont proposées, ainsi qu'une offre importante à destination des scolaires dans quatre ateliers pédagogiques et de pratique musicale.

## Galerie

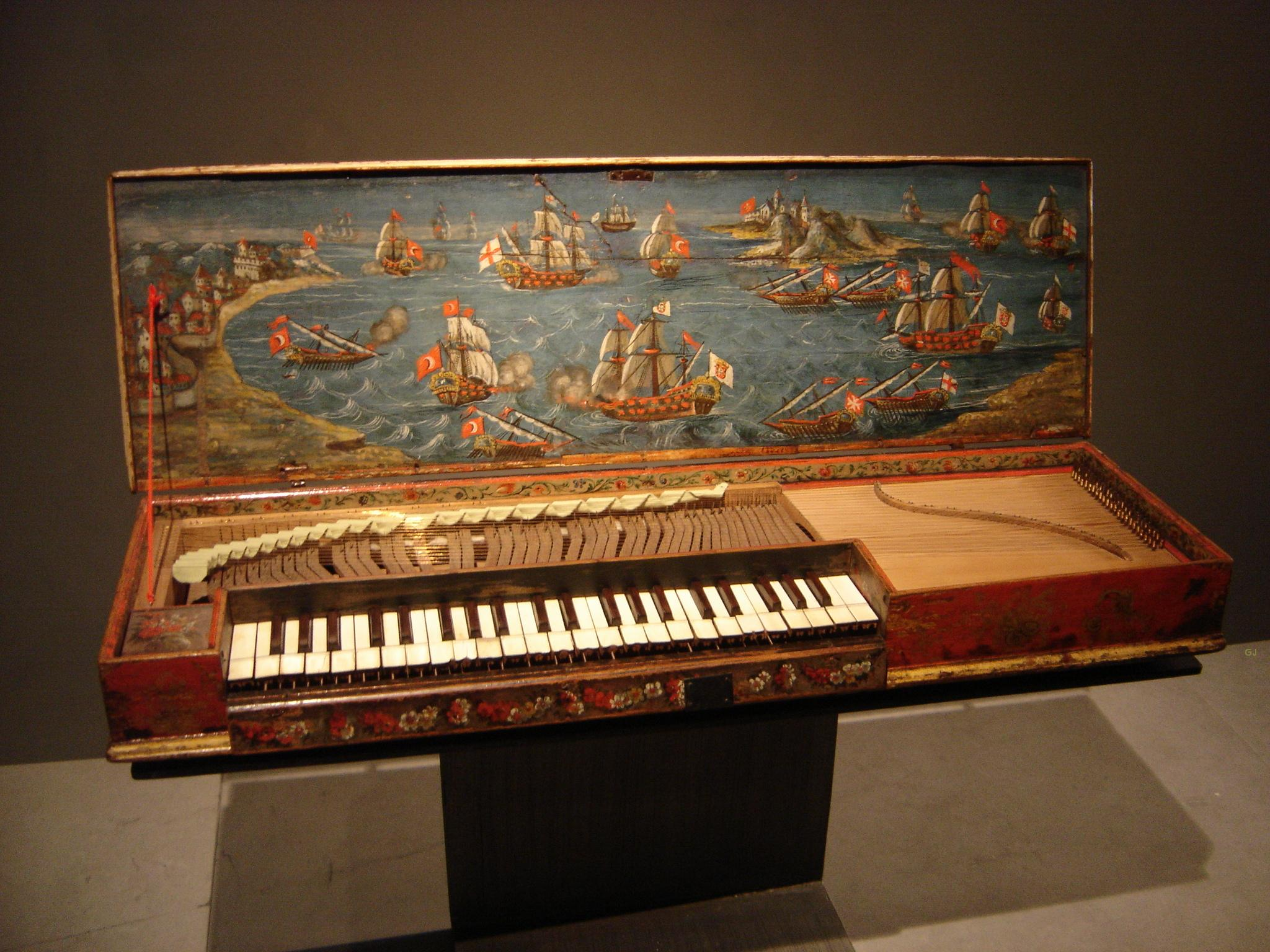
Clavicorde dit de Lépante, XVIe siècle, Italie.
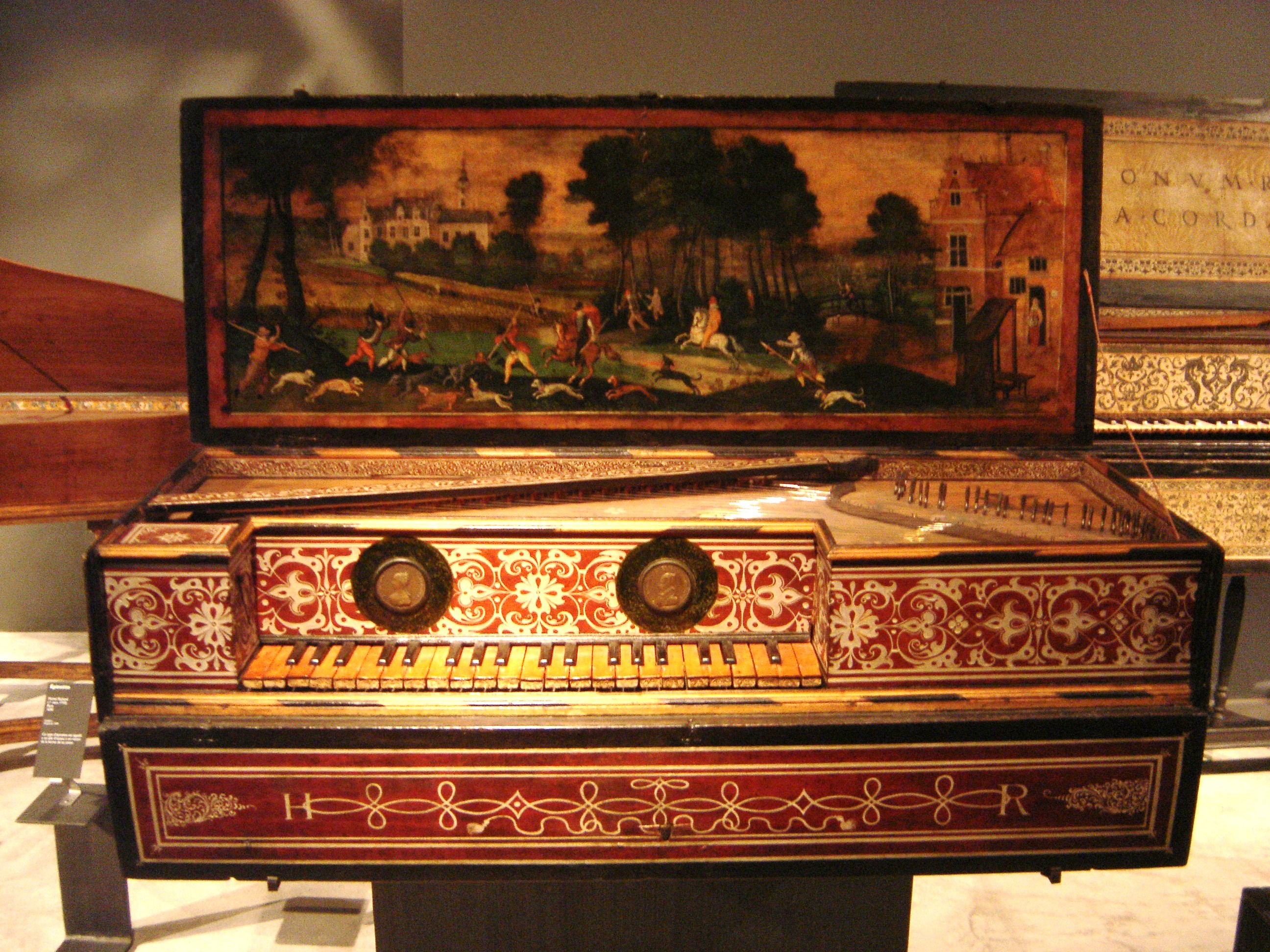
Virginale de Hans Ruckers, 1583, Anvers.
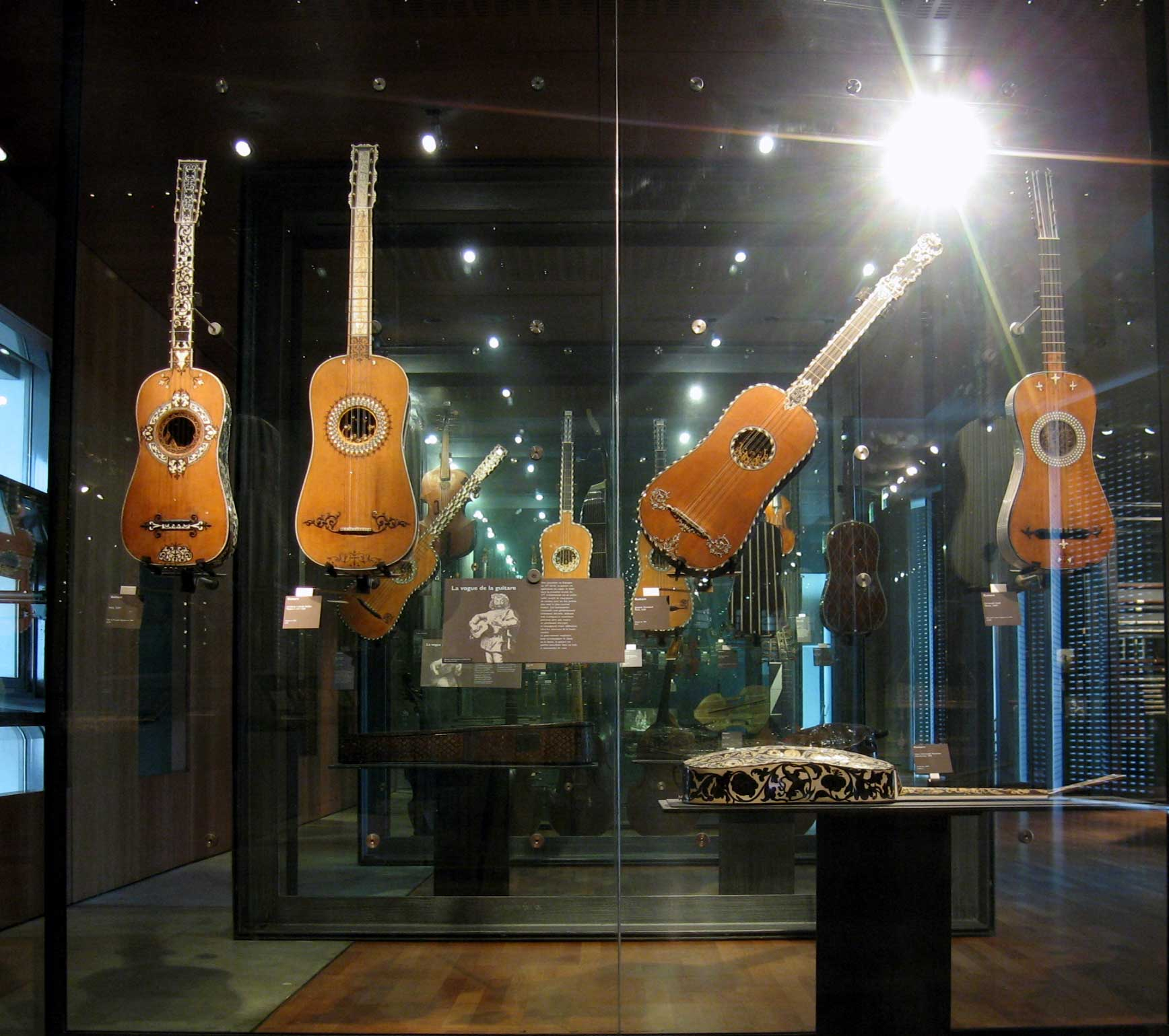
Guitares du XVIIe siècle avec au second plan celles de la famille Voboam.
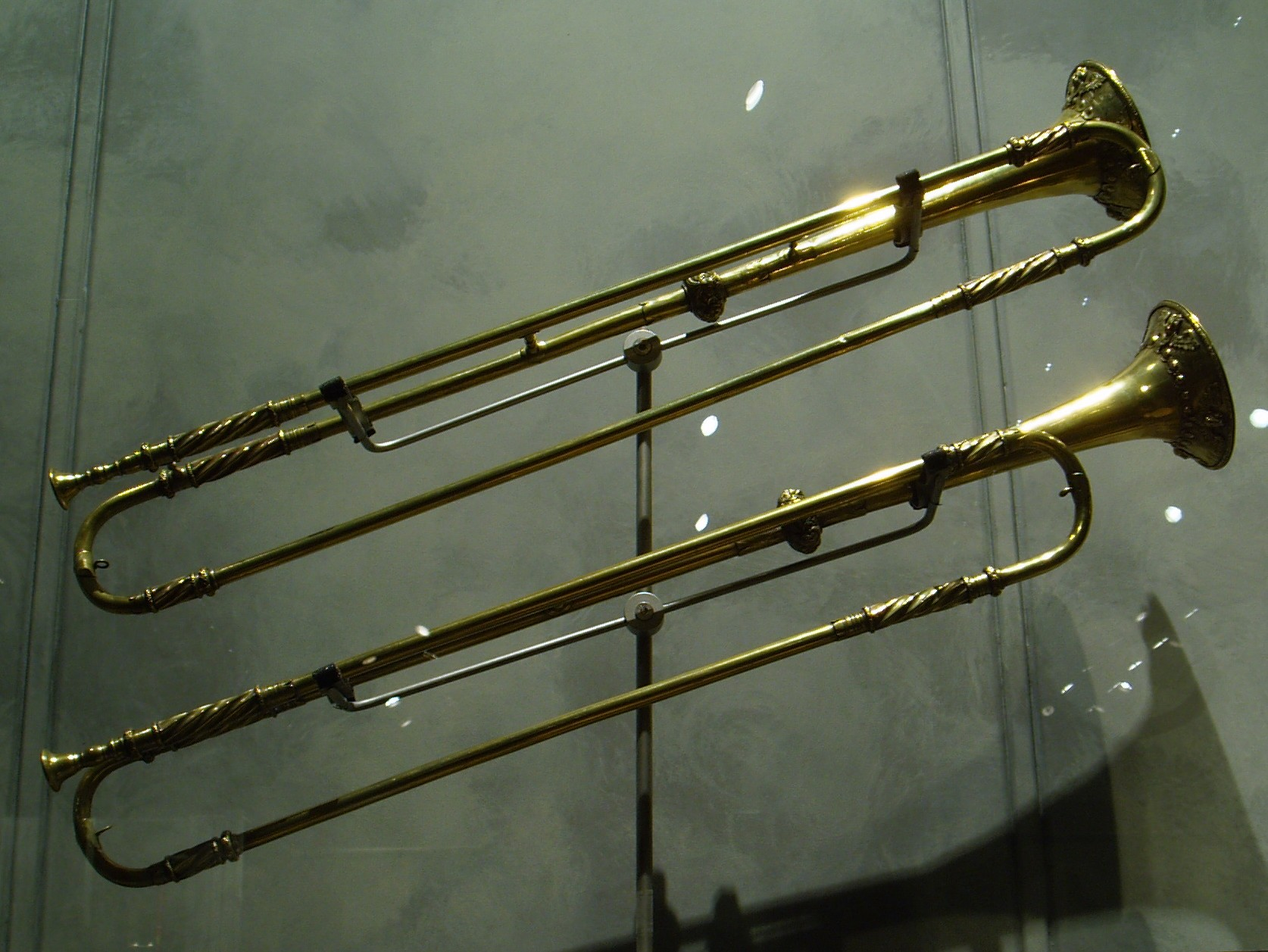
Trompettes baroques de Johann Wilhelm Haas (en), 1671, Nuremberg.
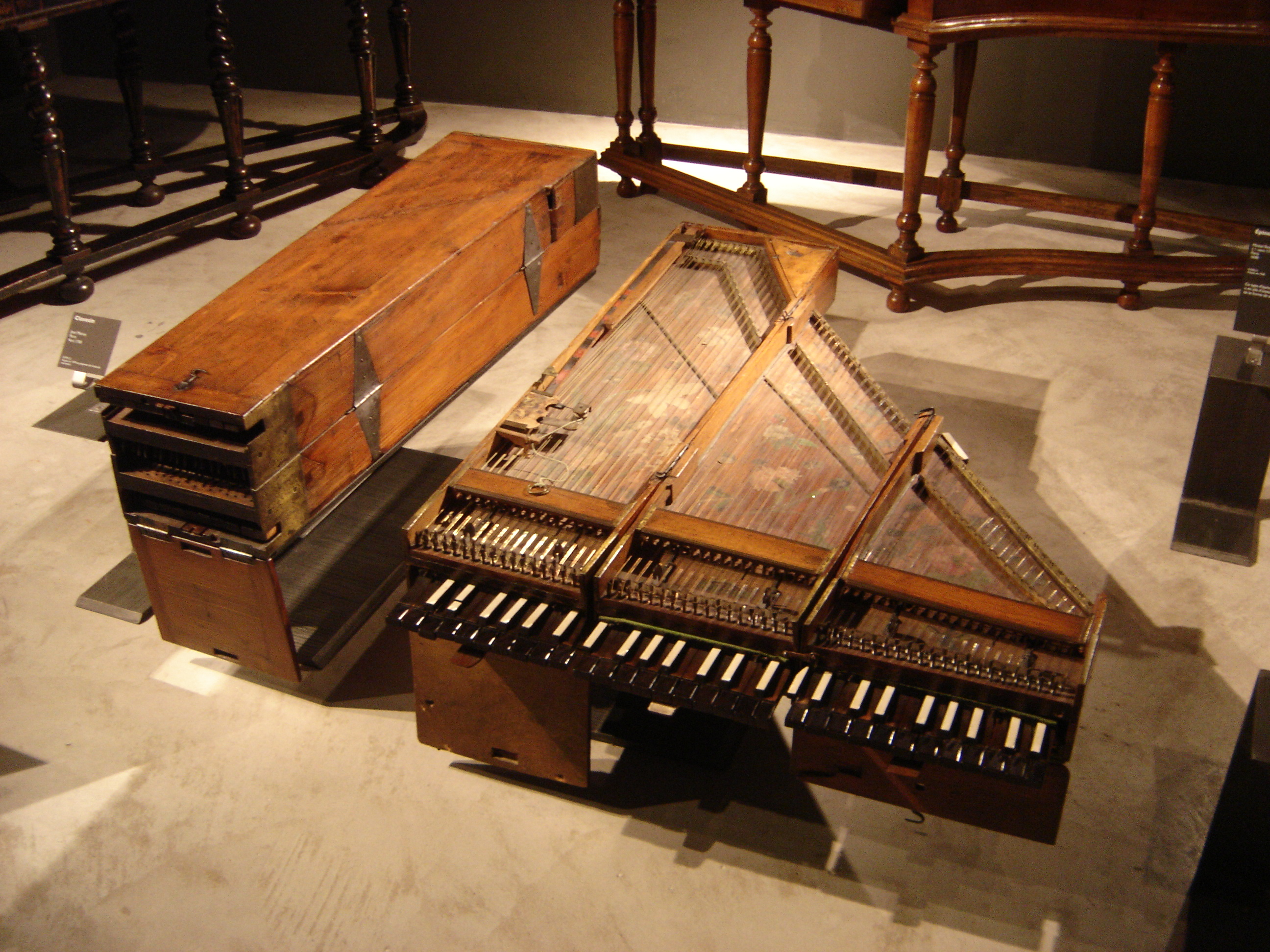
Deux clavecins brisés par Jean Marius (Paris, 1700).